# Ambly
Pour les articles homonymes, voir Ambly (homonymie).
Ambly  (en wallon Ambli) est une section de la commune belge de Nassogne située en Région wallonne dans la province de Luxembourg.
C'était une commune à part entière avant la fusion des communes de 1977. Elle fut alors transférée de la province de Namur à celle de Luxembourg.

## Étymologie
Le nom d’Ambly trouve vraisemblablement son origine dans le nom celtique amilla qui serait une espèce de marguerite (lat. amellus « aster »).

## Démographie
Source : INS recensements population.

## Histoire
Lors de la bataille de France au cours de la Seconde Guerre mondiale, Ambly est prise le 12 mai 1940 par les Allemands de la 32. Infanterie-Division.

## Patrimoine et culture

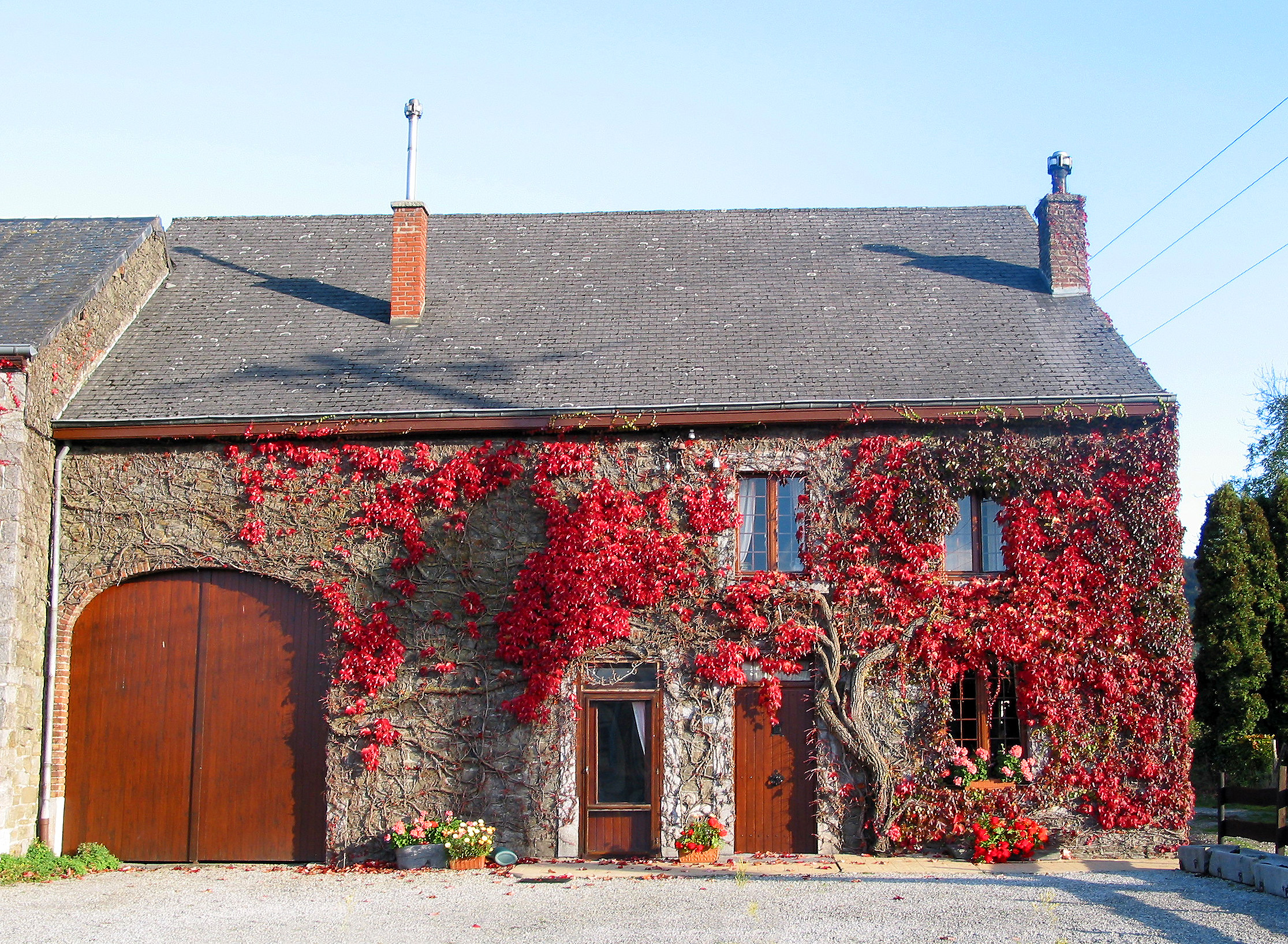
Ancienne ferme du village.

## Économie
La brasserie Saint-Monon brassant entre autres les bières Saint-Monon dont une variété au miel se trouve à Ambly.

## Galerie

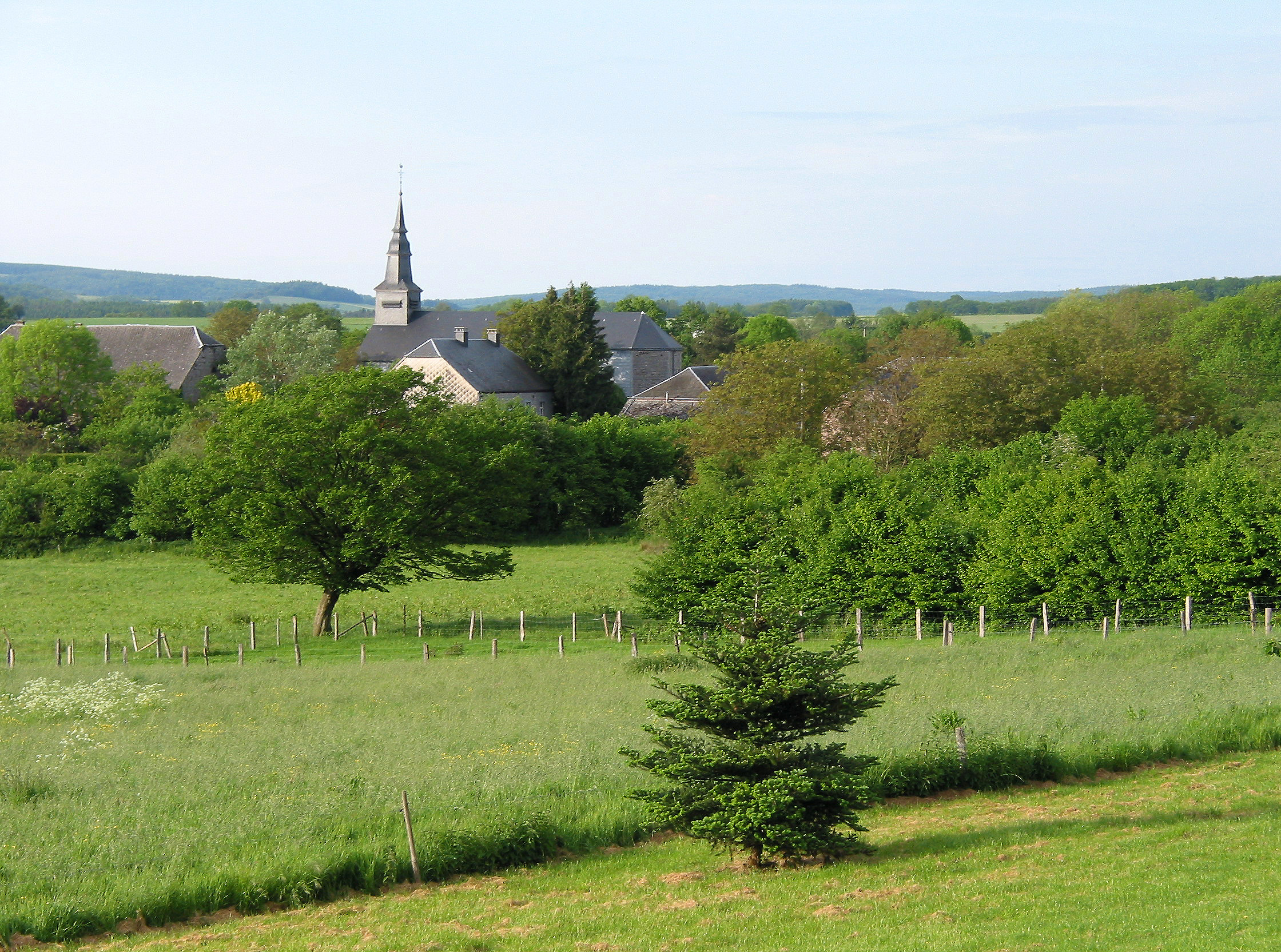
Le village au printemps.
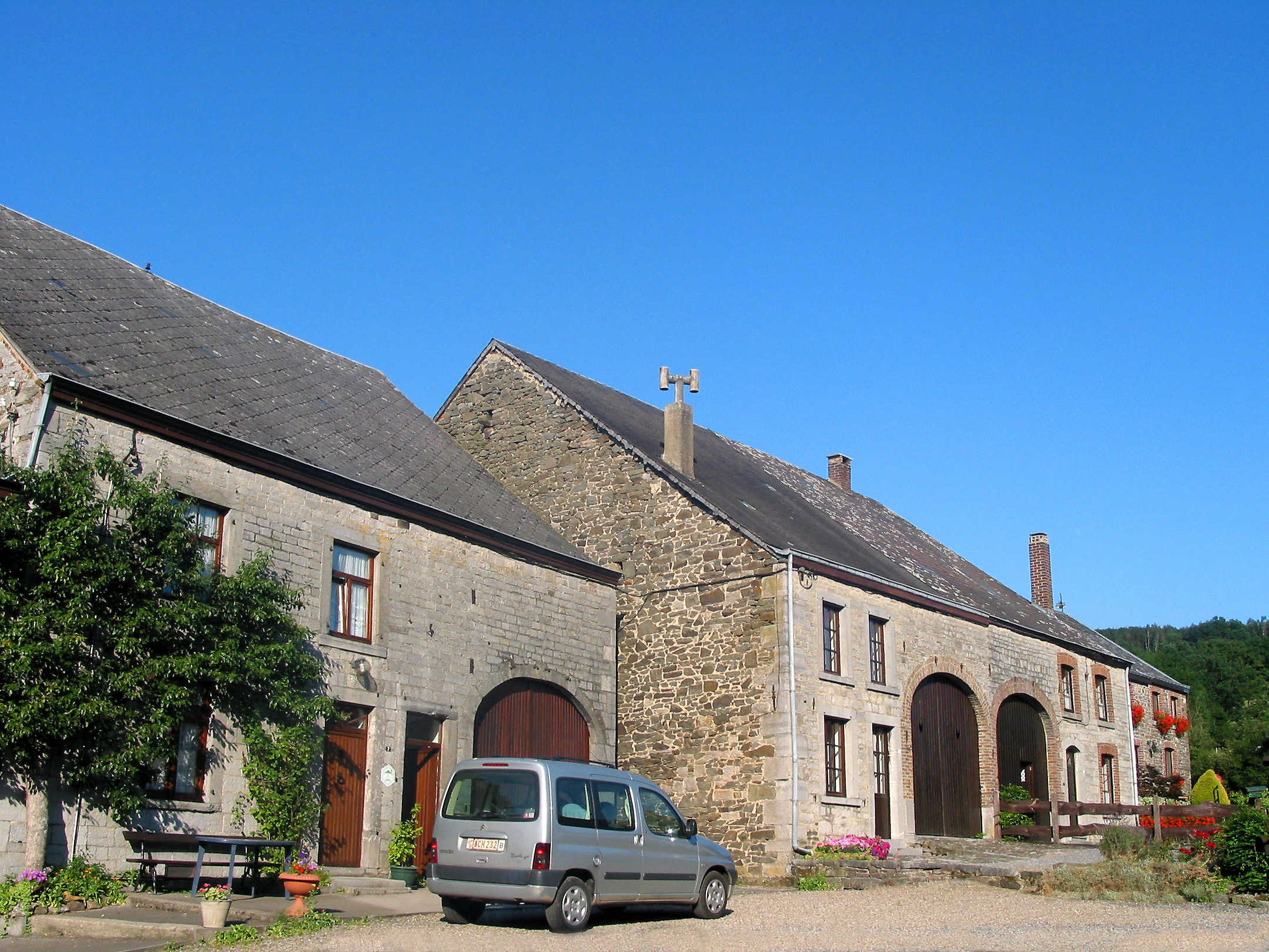
Vieilles fermes typiques (XIXe siècle).
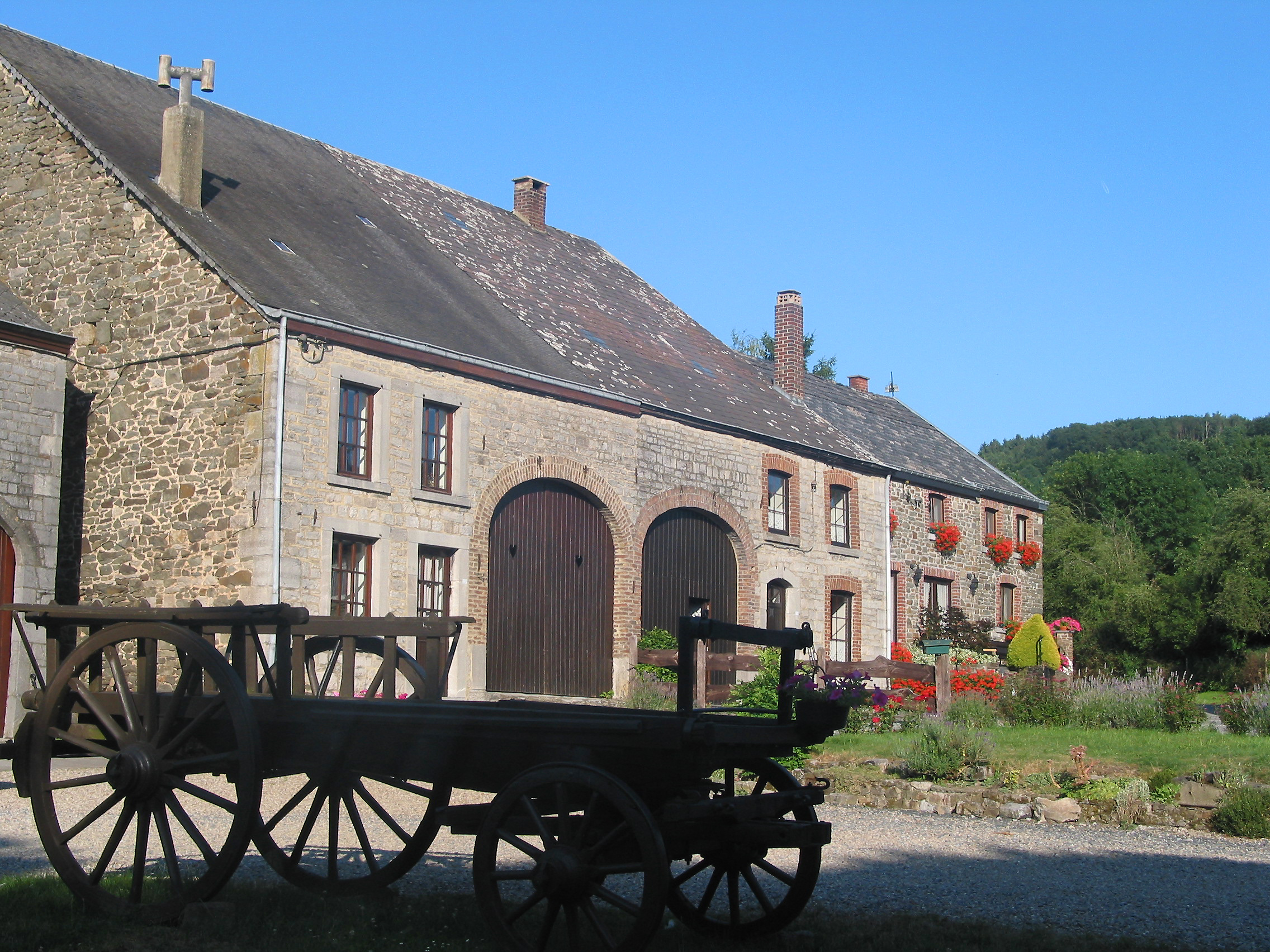
Vieilles fermes (ardoises - moellons de calcaire).
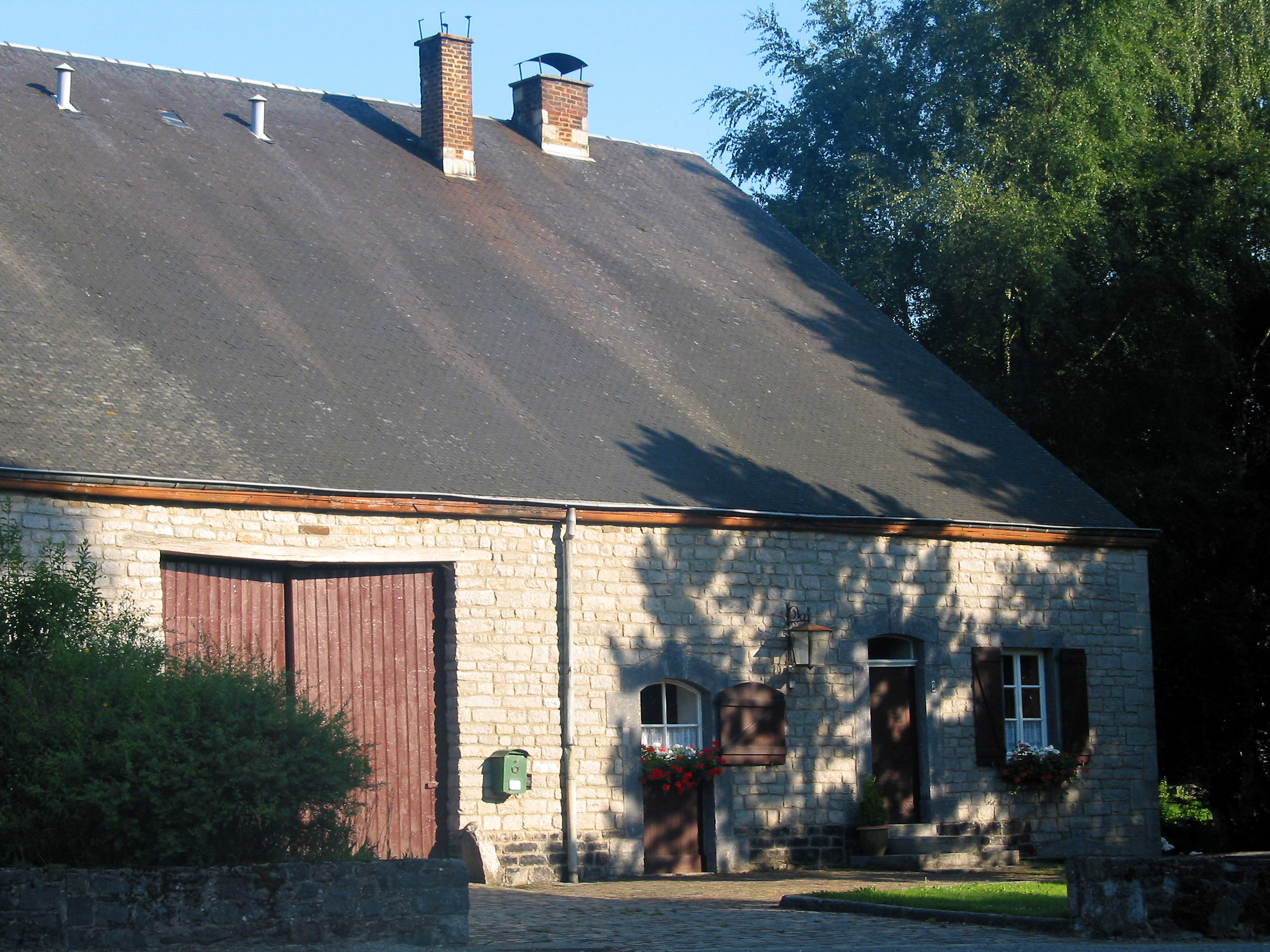
Vieille ferme typique (XIXe siècle).
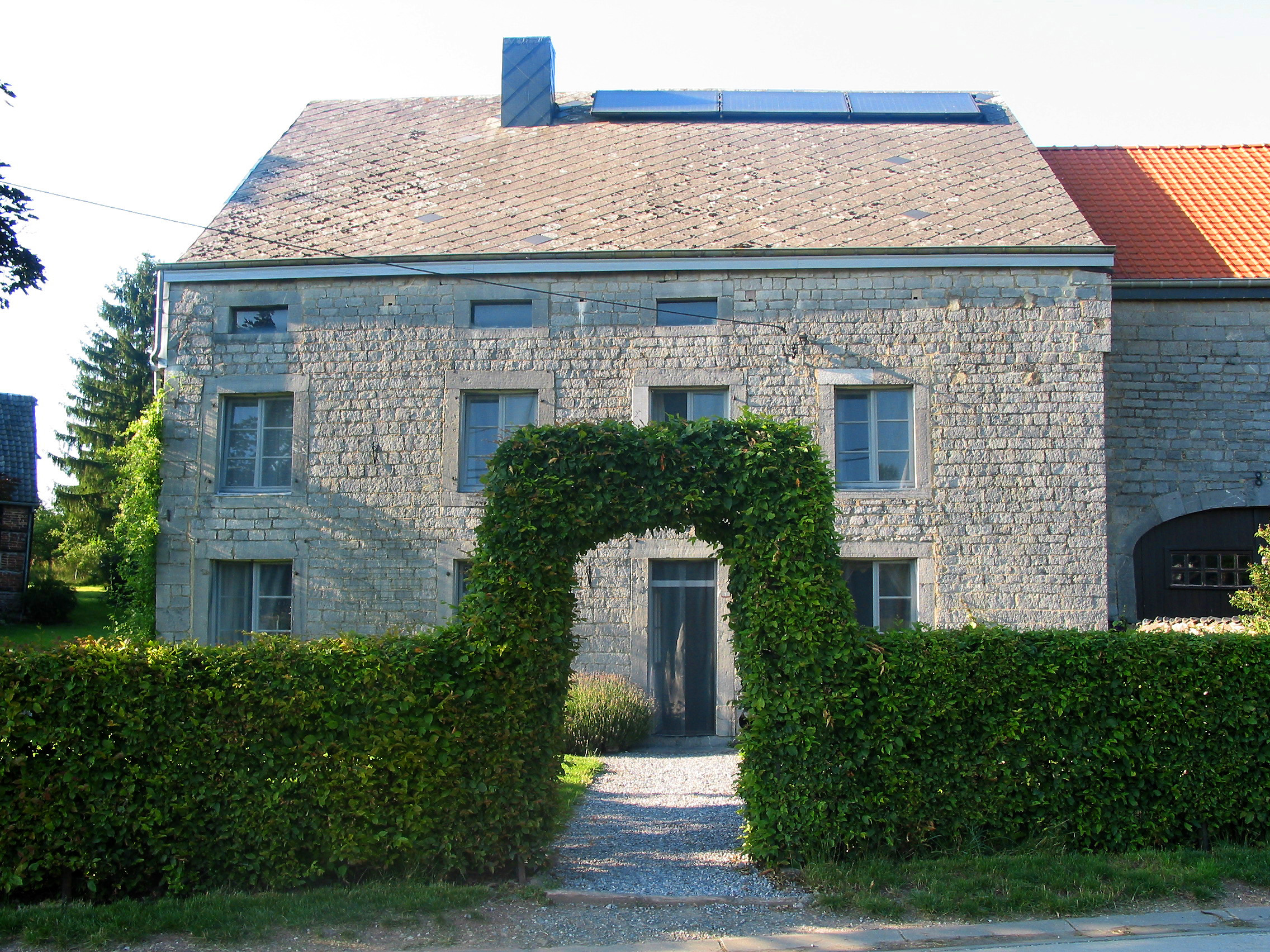
Vieille maison (XIXe siècle).
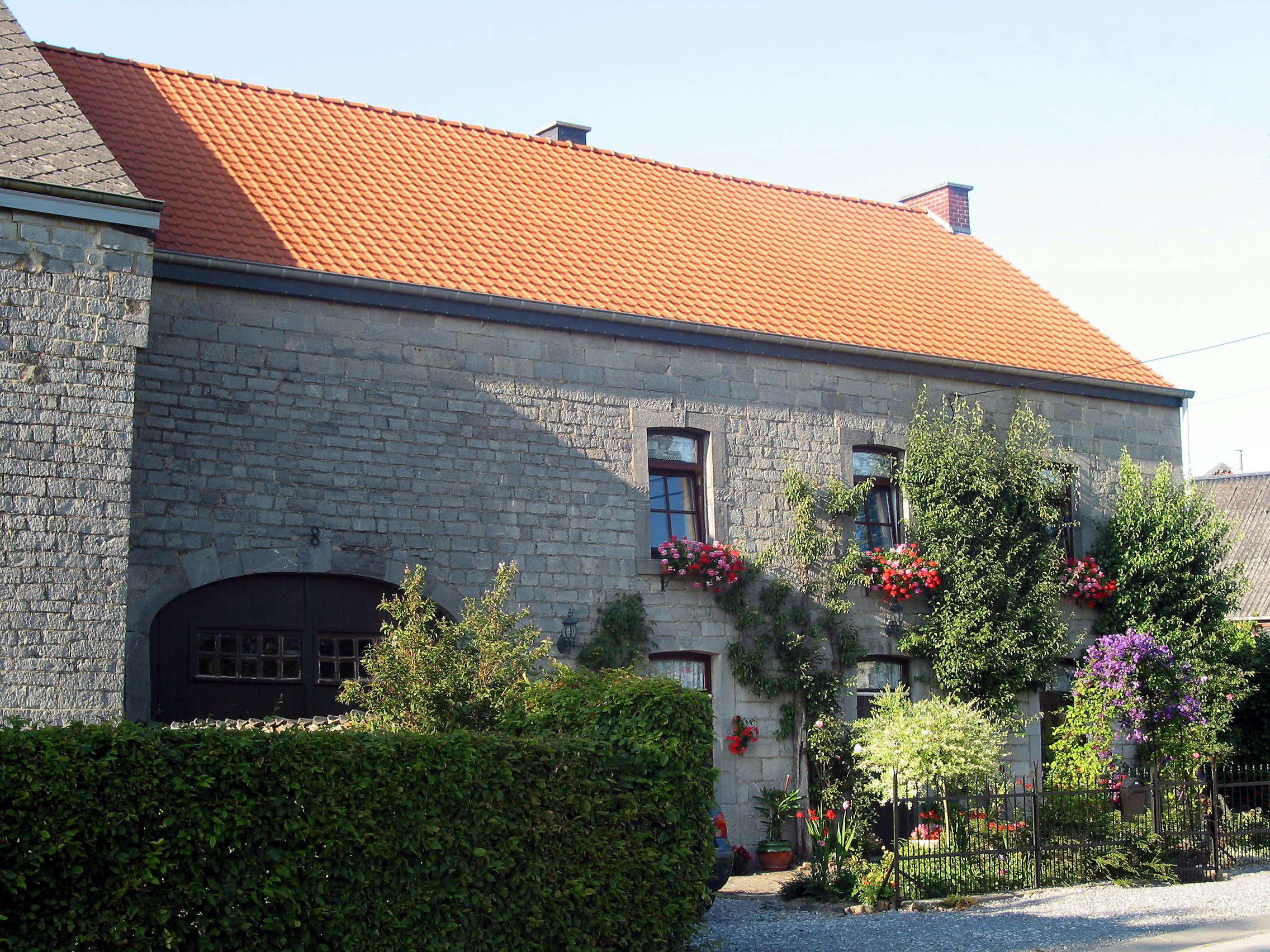
Vieille maison fleurie (XIXe siècle).
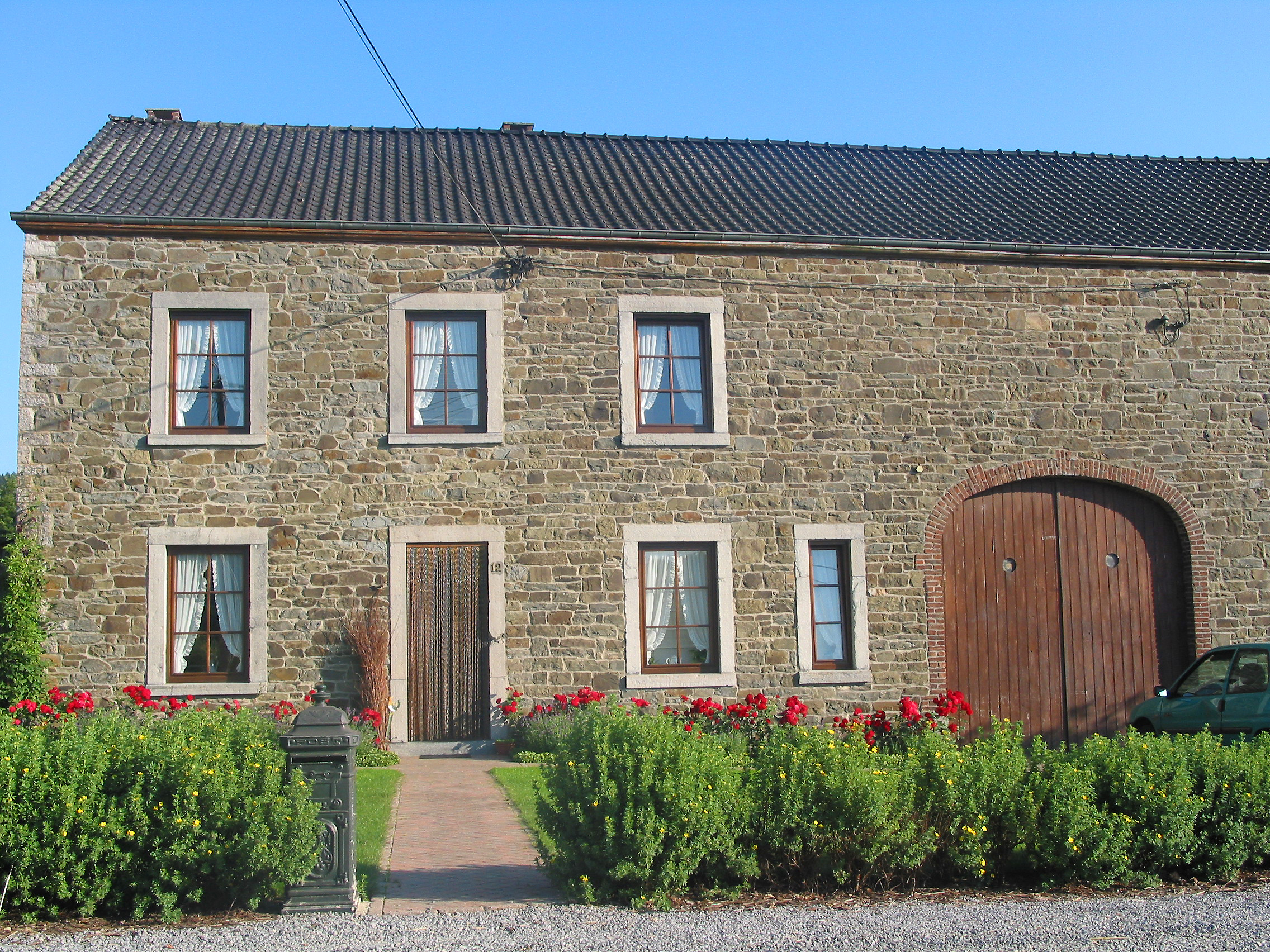
Vieille ferme fleurie (XIXe siècle).
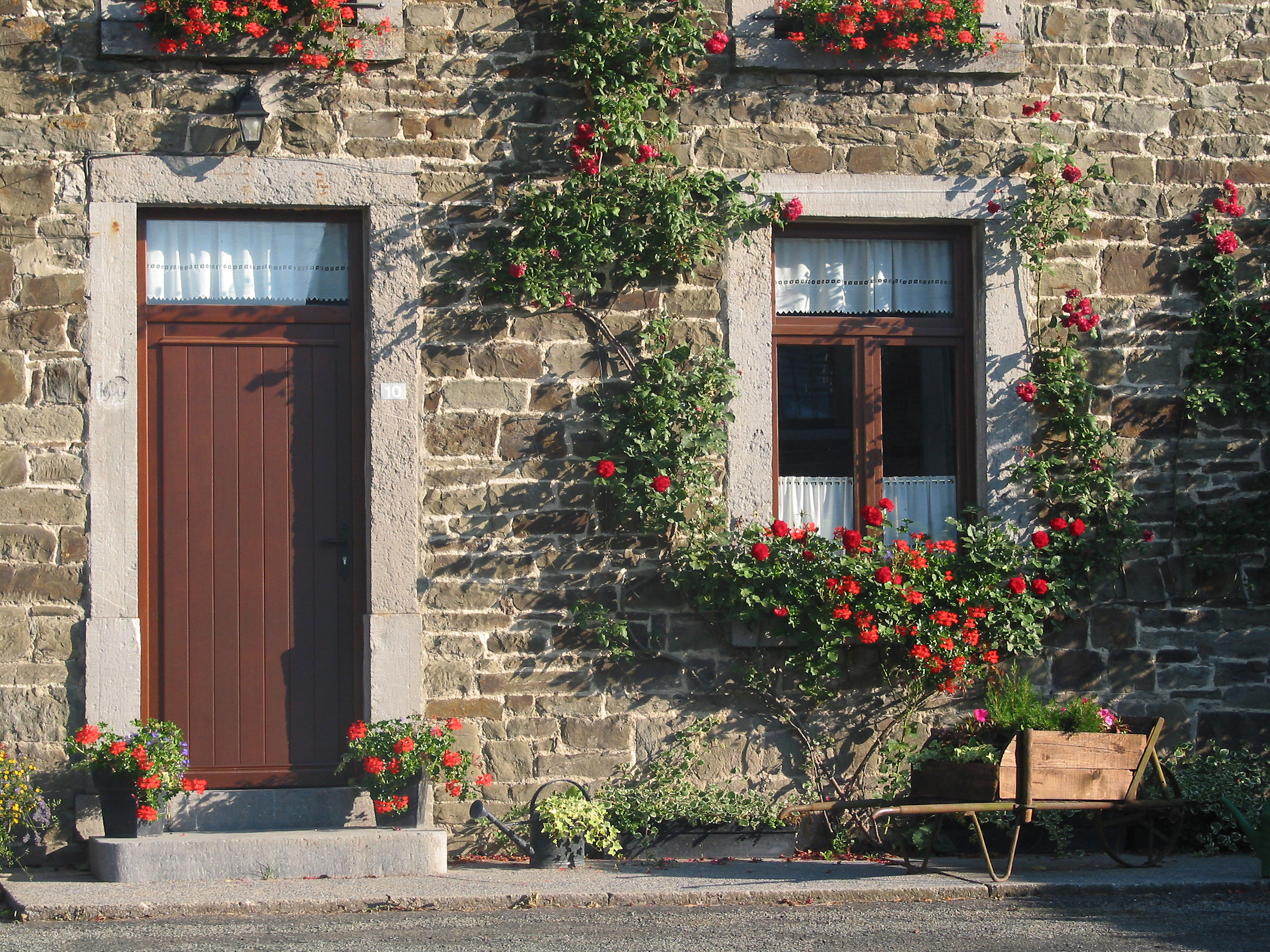
Façade et la brouette fleurie.